# Casa de los Pinelo (Sevilla)
La Casa de los Pinelo es un edificio renacentista, situado en el casco histórico de la ciudad de Sevilla, Comunidad autónoma de Andalucía, España. Es actualmente la sede de la Real Academia Sevillana de Buenas Letras y de la Academia de Bellas Artes de Santa Isabel de Hungría.

## Historia

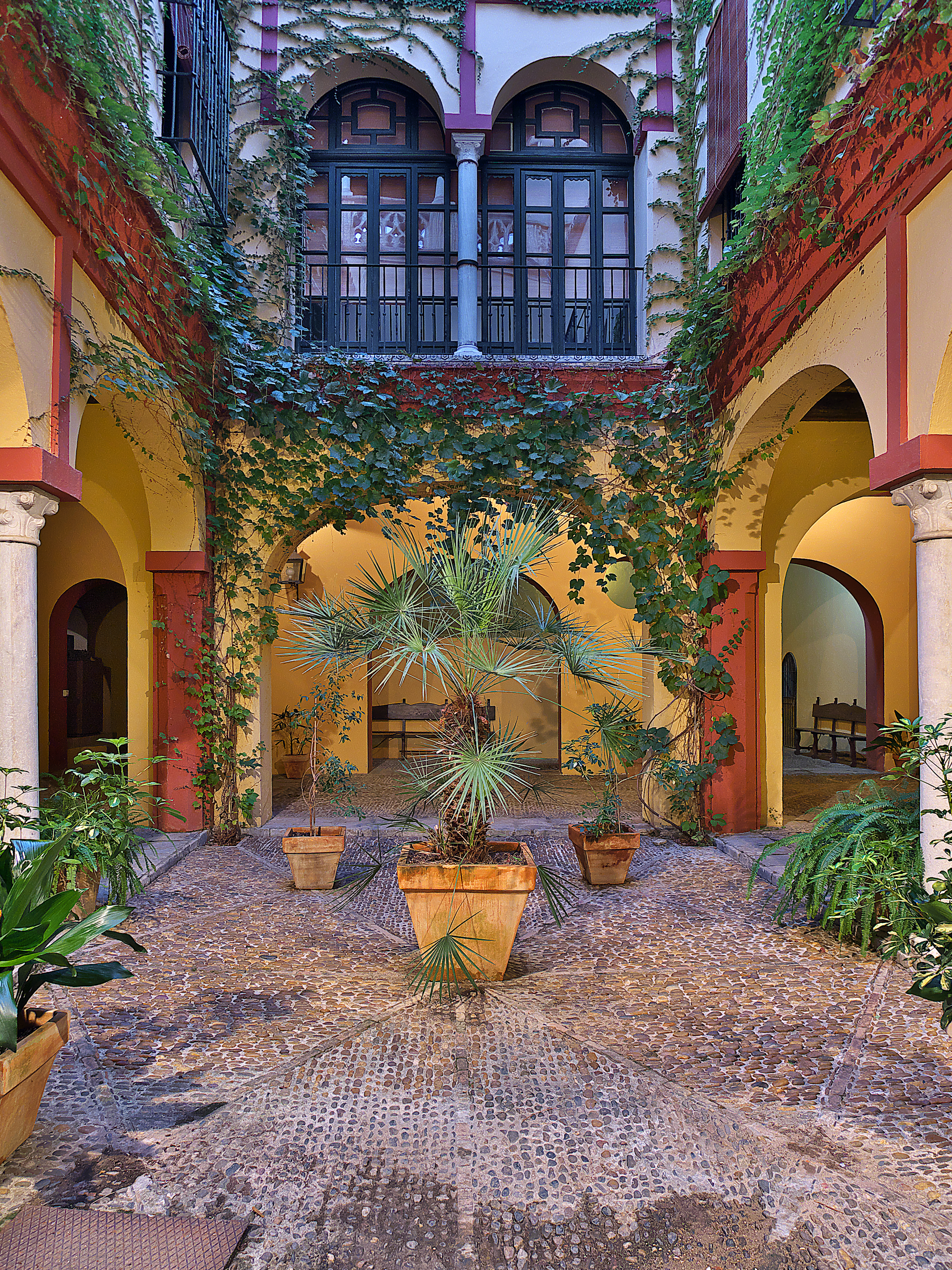
Apeadero de la Casa de los Pinelo.

Este edificio es una casa-palacio de origen medieval que fue posteriormente enriquecido con diferentes elementos renacentistas. Guarda gran relación con otros palacios de la ciudad del mismo periodo, como la Casa de Pilatos, el Palacio de las Dueñas y el Palacio de Mañara.
El proceso de construcción fue iniciado a principios del siglo XVI por el canónigo de la catedral de Sevilla Jerónimo Pinelo, hijo del comerciante de origen genovés y Factor de la Casa de Contratación de Indias Francisco Pinelo. 
Tras el fallecimiento de Jerónimo Pinelo, la casa fue donada en la segunda mitad del siglo XVI al Cabildo de la Catedral que fue su propietario durante varios siglos y la utilizó como vivienda para uso del clero, hasta la publicación del decreto de desamortización de 1855. 
En 1856 fue adquirido en subasta pública por Francisco del Camino y Camino fundador de unos importantes almacenes comerciales que pagó la suma de 118 560 reales de vellón, más adelante pasó a otros propietarios y fue destinado a diversos usos, entre ellos colegio de primera enseñanza, alquiler de caballos y taller para fundición de caracteres de imprenta. A partir de 1885 se convirtió en hostal y pensión, perdurando esta función hasta la década de 1950. El 5 de febrero de 1954 fue declarada Monumento Nacional y a partir del 9 de agosto de 1966 pasó a ser propiedad del Ayuntamiento de Sevilla.

## Exterior
La fachada es de gran simplicidad, posee una amplia portada de piedra sin decoración situada en la esquina del edificio. En la primera planta puede verse un balcón con guardapolvo de pizarra. En la segunda planta un bello mirador con arquerías sostenidas por columnas de mármol y un antepecho de tracería gótica calada.

## Interior
El interior se articula sobre una entrada o compás que da acceso al patio principal, el cual dispone de arquerías en tres de sus cuatro frentes, construidas sobre columnas de mármol de Carrara labradas en Génova alrededor de 1540. Estos arcos se extienden también a la segunda planta y están recubiertos de bellas yeserías platerescas. En las enjutas de la arquería pueden verse una serie de cabezas inspiradas en Los siete libros de Diana, obra pastoril escrita por Jorge de Montemayor en 1542. En esta obra literaria se describe el templo dedicado a Diana, diosa de la caza, y se explica que tiene un patio en que se encuentran representados diferentes personajes de la antigüedad, la Edad Media y el Renacimiento, incluyendo dioses, generales, héroes, emperadores romanos, princesas y parejas de amantes y pastores.
Alrededor del patio se distribuyen en la planta baja diversos salones que albergan dependencias de la Academia de Buenas Letras, muchas de estas estancias están cubiertas por bellos artesonados mudéjares y renacentistas.

## Galería de imágenes

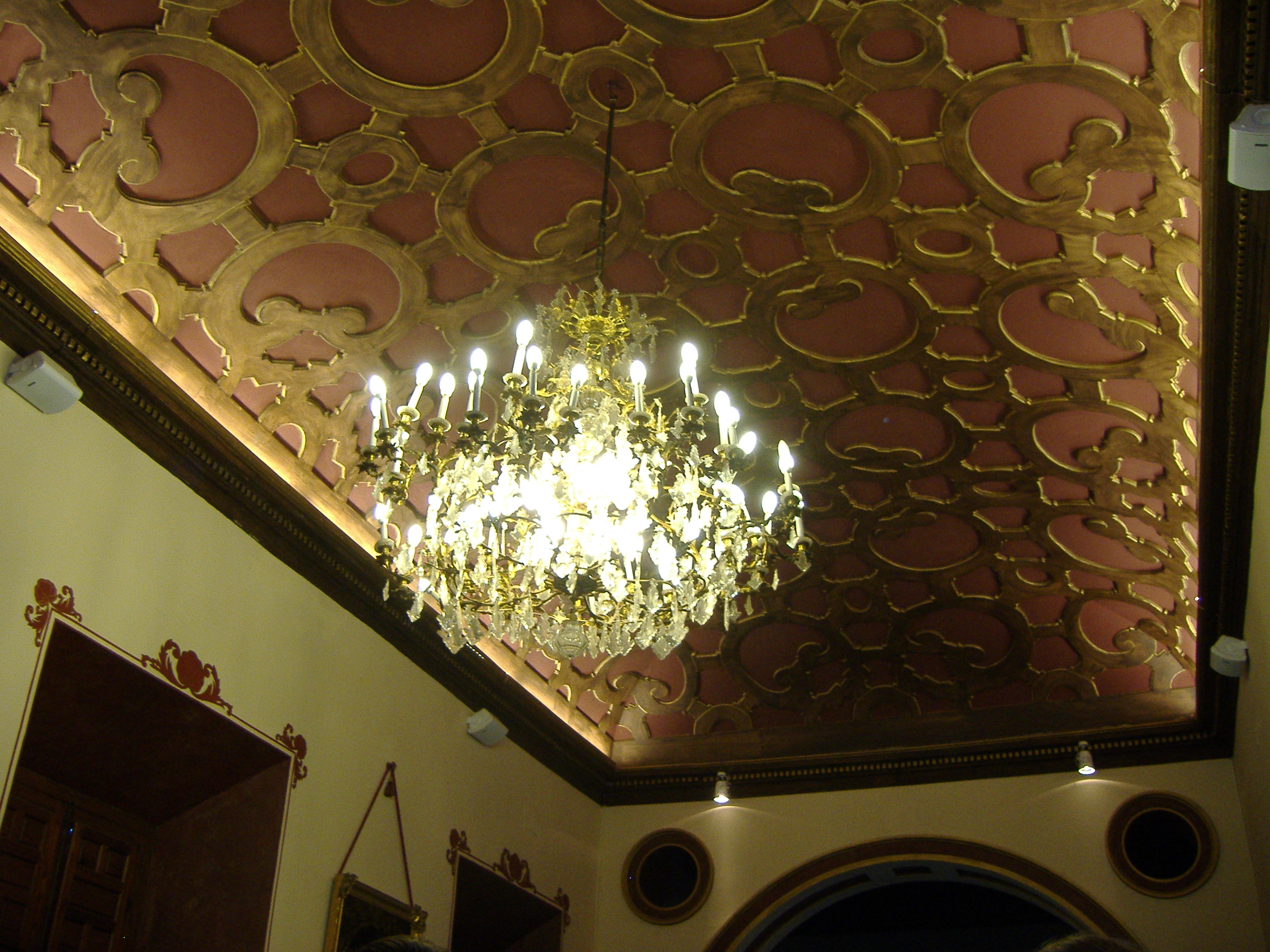
Techumbre en uno de los salones interiores
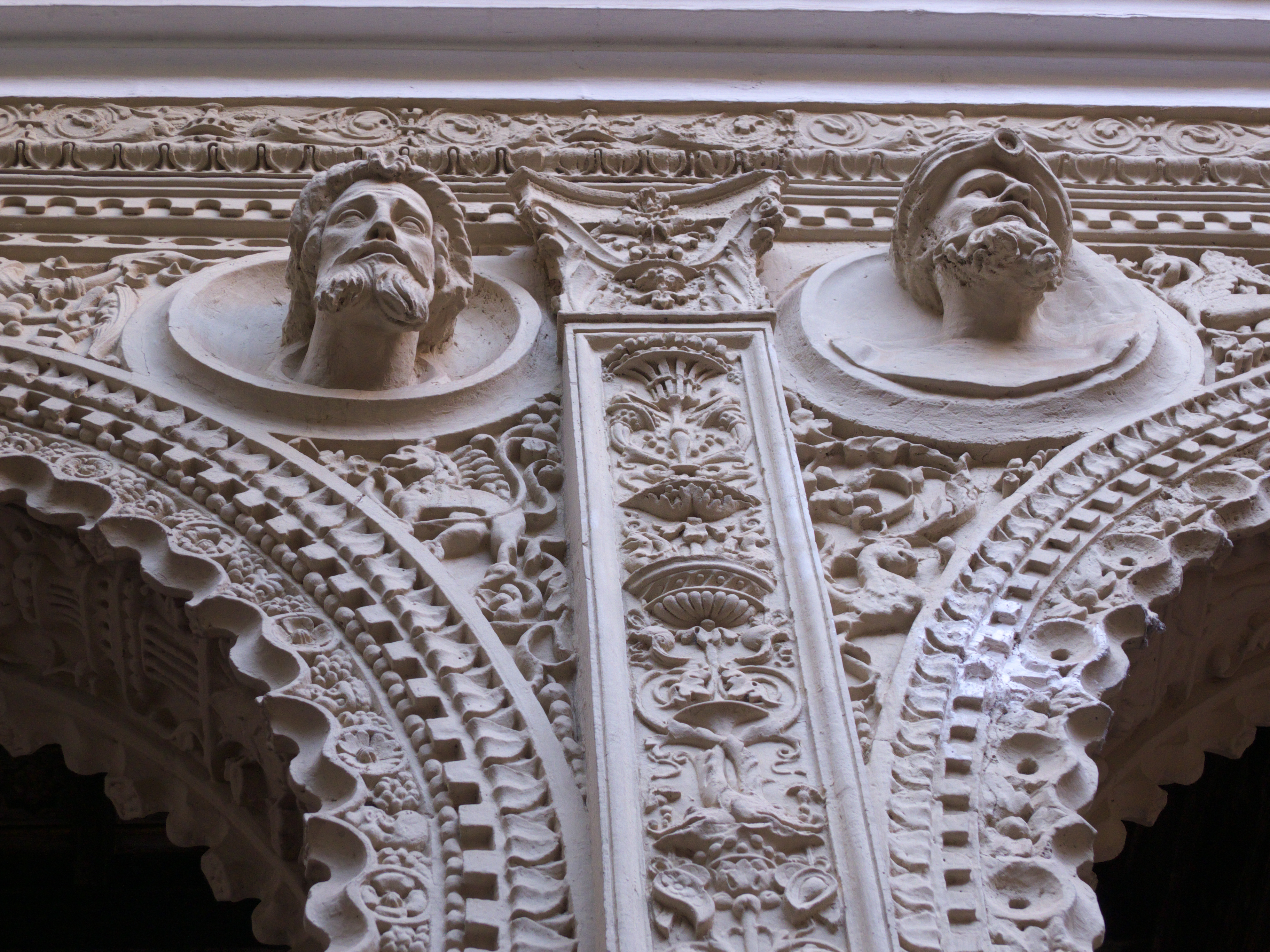
En las enjutas de los arcos pueden verse una serie de cabezas inspiradas en Los siete libros de Diana
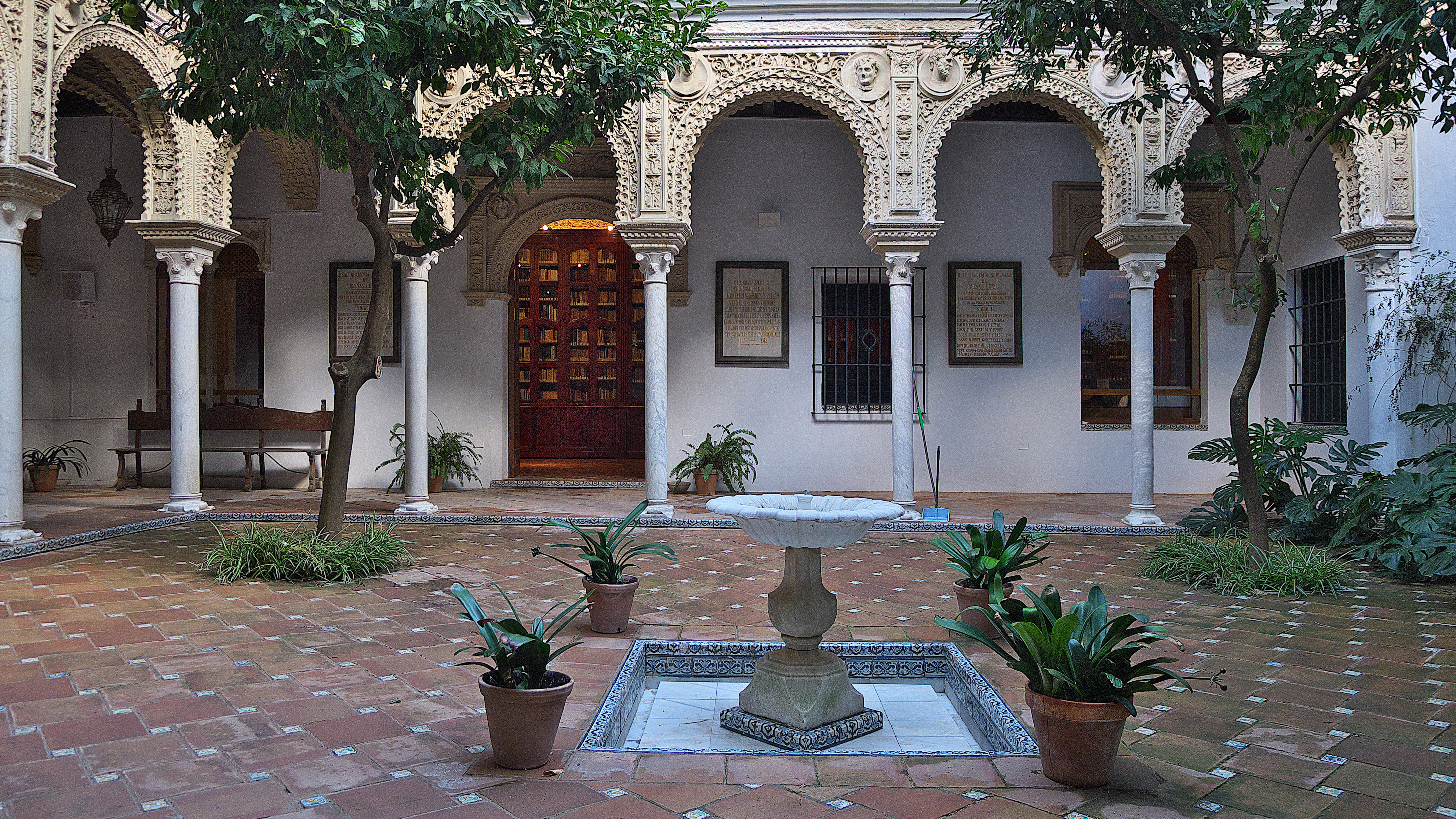
Arcadas adornadas con yeserías platerescas
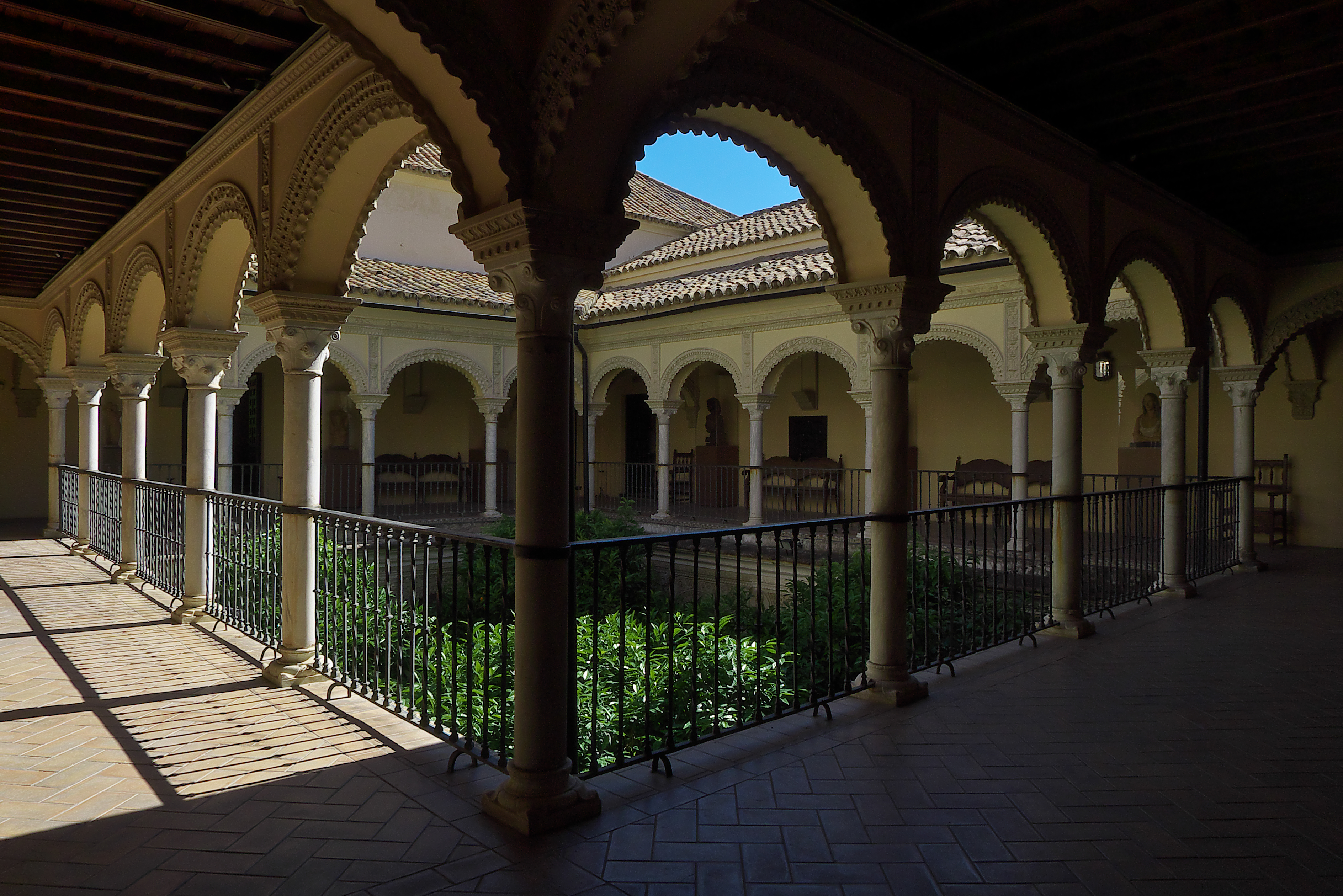
Galerías altas del patio